# Inferno (filme português de 1999)
Inferno é uma longa-metragem de 1999, do gênero ficção, realizado por Joaquim Leitão, com Joaquim de Almeida, Nicolau Breyner e Ana Bustorff nos principais papéis.

## Elenco
- Joaquim de Almeida... Xana
- Nicolau Breyner... Nunes
- Ana Bustorff... Luísa
- Cristina Câmara... Nina
- Júlio César... Ruço
- Cândido Ferreira... Mané
- António Melo... Zeca
- Carlos Narciso... Luke
- José Mora Ramos... Lito
- Rogério Samora... Toni
- Carlos Santos... Carraça
- José Wallenstein... Hugo